# La spada dell'Islam
La spada dell'Islam (Wa Islamah  (in arabo وا اسلاماه‎?,) è un film del 1961 diretto da Enrico Bomba e, come supervisore, da Andrew Marton.

## Trama
Il film è incentrato sulla descrizione romanzata della fine della Dinastia Ayyubide e l'inizio della Dinastia Mamelucca in Egitto. Le vicende sono basate sulla narrazione dell'ascesa lenta ma determinata di un giovane che da "Mahmoud" (lo schiavo) diviene il celebre "Qutz" (Al-Muzaffar Sayf al-Din Qutuz (1259-1260) terzo sovrano mamelucco marittimo d'Egitto.

## Produzione
Il film fu prodotto dalla Compagnia Cinematografica Italiana e Misr Co. Venne girato a Giza, negli studi cairoti Nahas.

## Distribuzione
Uscì nelle sale cinematografiche italiane il 20 ottobre 1961.